# Caraguata nigroviridis
Caraguata nigroviridis es un insecto coleóptero de la familia Chrysomelidae.
Fue descrita científicamente por primera vez en 1956 por Bechyne.